# Metel
Metel (Metellus) va ser el nom d'una família noble romana de la gens Cecília.
Es menciona per primer cop a la Primera Guerra Púnica quan un dels seus membres va obtenir el consolat, segons Gneu Nevi més per sort que per mèrits. Però en endavant va arribar a les més altes magistratures i va ser una de les famílies més destacades. Quint Metel que va ser cònsol l'any 143 aC va tenir quatre fills que també van ser cònsols successivament, i un germà que també en va ser l'any 142 aC i va tenir dos fills que igualment van ser cònsols. Al segle i aC es van destacar pel suport al partit dels optimats. L'etimologia del nom és bastant incerta. Sext Pompeu Fest ho relaciona, probablement a partir de la similitud de so, amb mercenari. És molt difícil traçar la genealogia d'aquesta família.
Els personatges principals són:
- Luci Cecili Metel (cònsol), cònsol el 251 aC
- Quint Cecili Metel (cònsol), cònsol el 205 aC
- Luci Cecili Metel (tribú), tribú de la plebs pel 213 aC
- Marc Cecili Metel (pretor 206 aC), pretor urbà el 206 aC, i ambaixador
- Quint Cecili Metel Macedònic, cònsol el 143 aC
- Luci Cecili Metel Calb, cònsol el 142 aC
- Quint Cecili Metel Baleàric, cònsol el 123 aC
- Luci Cecili Metel Diademat, cònsol el 117 aC
- Marc Cecili Metel (cònsol), cònsol el 115 aC
- Gai Cecili Metel Caprari, cònsol el 113 aC
- Luci Cecili Metel Dalmàtic, cònsol el 119 aC
- Quint Cecili Metel Numídic, cònsol el 109 aC
- Quint Cecili Metel Nepot (cònsol 98 aC), cònsol el 98 aC
- Quint Cecili Metel Pius, cònsol el 80 aC Metel
- Quint Cecili Metel Celer, cònsol el 60 aC
- Quint Cecili Meteli Nepot (cònsol 57 aC), cònsol el 57 aC j
- Quint Cecili Metel Pius Escipió, cònsol el 52 aC
- Quint Cecili Metel Crètic (cònsol 69 aC), cònsol el 69 aC
- Luci Cecili Metel (pretor), cònsol el 68 aC
- Marc Cecili Metel (pretor 69 aC), pretor el 69 aC
- Quint Cecili Metel Crètic (qüestor), qüestor amb Gai Treboni
- Luci Cecili Metel Crètic, tribú de la plebs el 49 aC
- Quint Cecili Metel Crètic (cònsol l'any 7), cònsol l'any 7
- Luci Cecili Metel (triumvir), triumvir

## Llinatges

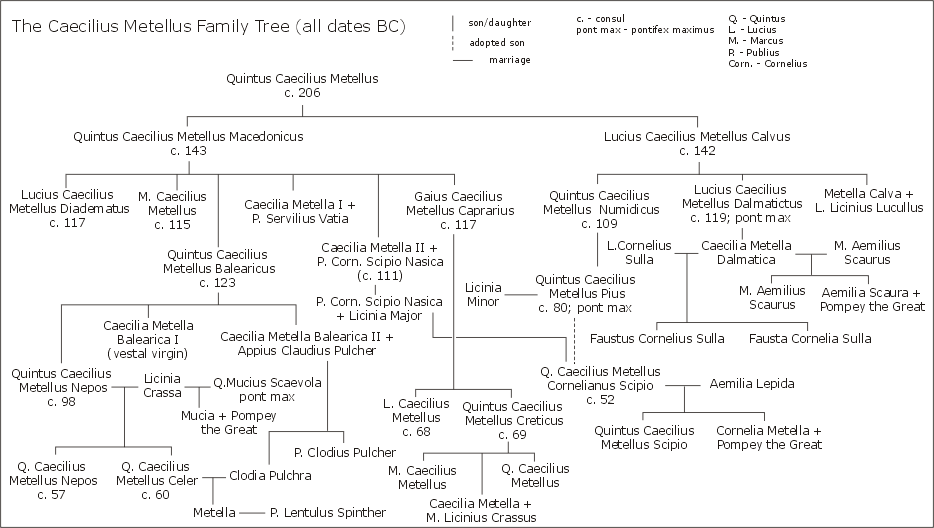